# Hassan Hakizimana
Hassan Hakizimana (26 ottobre 1990) è un ex calciatore burundese, di ruolo difensore.

## Carriera

### Club
Dopo aver giocato, dal 2007 al 2008 in Burundi, all'Atlético Olympic, viene ceduto ai turchi del Giresunspor. Nel 2009 torna in Burundi, all'Atlético Olympic.

### Nazionale
Ha esordito in nazionale il 25 marzo 2007, in Botswana-Burundi (1-0).